# 藤山快隆
藤山 快隆（ふじやま やすたか、生没年不詳）は、日本の教育者、体育指導者。

## 概要
大正から昭和初期にかけて、東京女子高等師範学校およびその附属小学校で教鞭をとり、のちに旧制第三高等学校（現・京都大学の前身の一つ）で教授を務めた。専門は体育（体操）および遊戯教育であり、児童の発達に即した自由な身体活動の重要性を主張した。

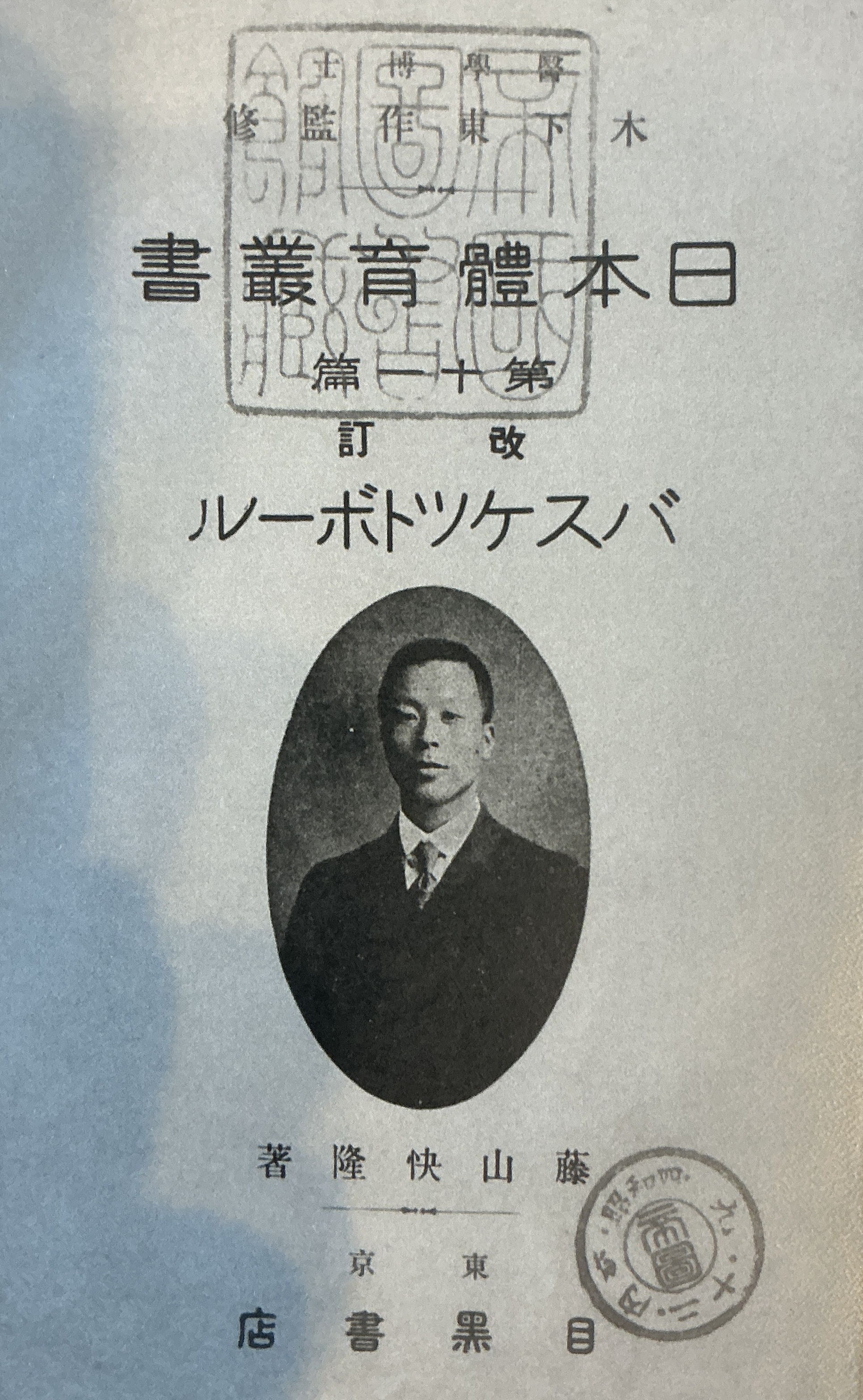

藤山は、日本における学校体育と競技スポーツ教育の接続的役割を果たした先駆者として位置づけられている。1924年に刊行した著書『バスケットボール』は、日本語による初期の体系的な競技指導書とされ、教育現場におけるバスケットボール教材の整備と普及に貢献した。また、1925年の著作『趣味の體操教授』では、体操教育を児童の趣味活動と位置づけ、教育における自由遊戯・目的活動の意義を強調した。

## 経歴
藤山快隆は、1910年代に鳥取県西伯郡の啓成尋常小学校（現・米子市立啓成小学校）で訓導を務めていた。1916年頃には、鳥取県教育会が発行する『因伯教育』に、理科教育や自由遊戯の重要性についての寄稿を行っており、早くから実践的な教育理論を展開していたことがうかがえる。
その後、1917年までに文部省直轄の東京女子高等師範学校に着任し、同校の助教授および附属小学校の訓導を兼務した。1922年発行の『職員録』では、正式にその在任が記録されており、1924年には附属小学校の第三部第三学年の担任として、体操教育を担当していた。藤山はこの時期に、自由遊戯を中核に据えた体育教育を実践しており、児童の主体的な身体活動を通じて人間形成を図る教育観を提示していた。
1925年には、官報により旧制第三高等学校（京都）助教授に任用されたことが確認されており、1927年には教授に昇任している。昭和9年（1934年）頃までは、同校において体操・体育指導を行うとともに、籠球部（バスケットボール部）の顧問としても活動していた。

## 教育思想と実践
藤山快隆の教育観は、児童の自発性と身体表現を重視する自由主義的体育観に基づいていた。特に1925年に発表された論文「自由遊戯の指導」では、遊戯を単なる余暇活動としてではなく、教育の本質的手段と位置づけ、次のように述べている。
「遊戯が児童教育の手段として将た教育全般の方法として押されもしない重要な位置を占め居ることは動かすことのできない事実である」
この考え方は、当時進行していた大正自由教育運動やプロジェクト・メソッドの理念と軌を一にするものであり、学校体育における**目的活動（purposeful activity）**の導入を先取りしていた。
1924年にドルトン・プランの提唱者であるヘレン・パーカーストが来日し、東京・成城中学校などで講演を行った際、藤山快隆はこれに参加し、「パーカースト女史講演の大要」という記録を『児童教育』誌上に発表している ￼。この記録の中で藤山は、ドルトン・プランの教育的核心を「学校生活の社会化」にあると理解し、既存の教室を「実験室」に改める必要があると述べている。また、児童の自発性と協同の原理を重視する立場から、学習細目の編成において「全職員の協力一致」によるカリキュラム形成の必要性にも言及していた ￼。これらの発言は、藤山が単に体操・遊戯教育の実践者であるだけでなく、当時の国際的な教育改革思想（とくにドルトン・プラン）を積極的に受容し、自らの教育実践と思想に統合していたことを示すものである。彼の著作における「目的活動」や「反省」「創作性の尊重」といったキーワードは、こうした国際的文脈との接続の中で育まれたと考えられる。
藤山は、教育における「体操」の意味を再構築することにも尽力した。1925年に刊行された著書『趣味の體操教授』では、体操を児童にとっての「趣味的活動」と定義し、規律よりも興味・創造性・反省・仲間との協働を重視する教育的枠組みを提案した。具体的には、筋肉・神経系の図解を含む科学的説明と、模範写真による実技指導とを融合させ、身体の動きと教育目的の接続を図っている。
また、藤山はバスケットボールの教育的導入にも積極的であり、1924年刊行の著書『バスケットボール』では、技術や戦術に加えて、競技を通じた集団行動・協調性・意志力の育成の意義を論じている。このように、藤山はスポーツを単なる競技ではなく、教育手段として位置づける立場をとった。
藤山の実践は、昭和初期に至るまで一貫して、**「身体を通じた人格教育」**の理念に貫かれており、その後の学校体育および体育科教育の発展に対して、思想的・実践的な先駆けとしての役割を果たしたとされる。

## 主な著作
『バスケットボール』
- 出版年：1924年頃（目黒書店）
- 概要：日本における初期の体系的バスケットボール指導書。競技の基本技術、ポジションごとの役割、フォーメーション、ルール解説、さらには教育的効果に関する論考までを含み、教員向けの指導書として構成されている。
- 特徴：米国のWardlawらによる文献を参照しつつ、日本の学校教育現場に適した形で編集されており、集団行動や協調性の育成という教育的目的を重視した。

『趣味の體操教授』
- 出版年：1925年（明治図書）
- 概要：体操教育を「趣味＝児童の内発的興味に基づく活動」として再定義した著作。
- 内容：児童の自発性を尊重した自由な身体活動を教育に取り入れるための理論と実践指導を収録。体操の種類、目的活動としての組立て方、学年別指導法、評価の観点などが記載されている。
- 特徴：神経系統図や筋肉解剖図、模範写真など、当時としては科学的かつ視覚的資料に富んだ構成であり、教師用体操教材の先駆的作品とされる。

「自由遊戯の指導」
- 発表年：1925年（復刻：1984年『体育学研究』29巻3号）
- 概要：自由遊戯が児童教育の中核的手段であると主張する論文。
- 内容：従来の指導的・統制的な遊戯に対し、児童の内発的な興味を出発点とする活動を「自由遊戯」と定義し、それを体操・遊戯・授業全体に接続しようとする試みを理論化した。

## 評価と影響
藤山快隆は、日本の学校体育の草創期において、体操教育と競技スポーツを教育的に結びつけた先駆的な教育者として評価されている。
学術的には、藤山の著作『バスケットボール』について、谷釜尋徳（2016）が「日本におけるバスケットボール研究の出発点」と位置づけており、当時としては高度に体系化された教材であったことを指摘している。また、赤坂広志（2007）は同書について、「ルール、技術、戦術、教育的効果を一体として提示しており、当時としては画期的な構成であった」と述べている。
さらに、浅井秀一（2022）は、小学校体育科におけるバスケットボール教材の歴史を論じる中で、藤山の著作を「教員が技術や指導法を学ぶための基本文献」として紹介している。
思想的側面においても、藤山の自由遊戯理論は高く評価されている。西山貴文（2017）は、昭和初期に集団統制型の体育が主流化する中で、藤山の教育観を「自由主義的体育観の制度化前夜を代表する思想」として取り上げており、その後の作業教育や生活単元学習にも思想的影響を与えたとする見解を示している。
これらの評価から、藤山の業績は、日本における体育教育の教材化・理論化・制度化の各側面において、教育現場と学術研究の両面から参照される存在となっている。